# Fanny's Melodrama
Fanny's Melodrama è un cortometraggio muto del 1914 diretto da Wilfrid North e Wally Van.

## Produzione
Il film fu prodotto dalla Vitagraph Company of America.

## Distribuzione
Distribuito dalla General Film Company, il film - un cortometraggio in una bobina - uscì nelle sale cinematografiche statunitensi il 22 aprile 1914.